# Chiesa della Beata Maria Vergine (Sarnonico)
La chiesa della Beata Maria Vergine è una chiesa sussidiaria di Sarnonico, in Trentino. Risale al XII secolo.

## Storia

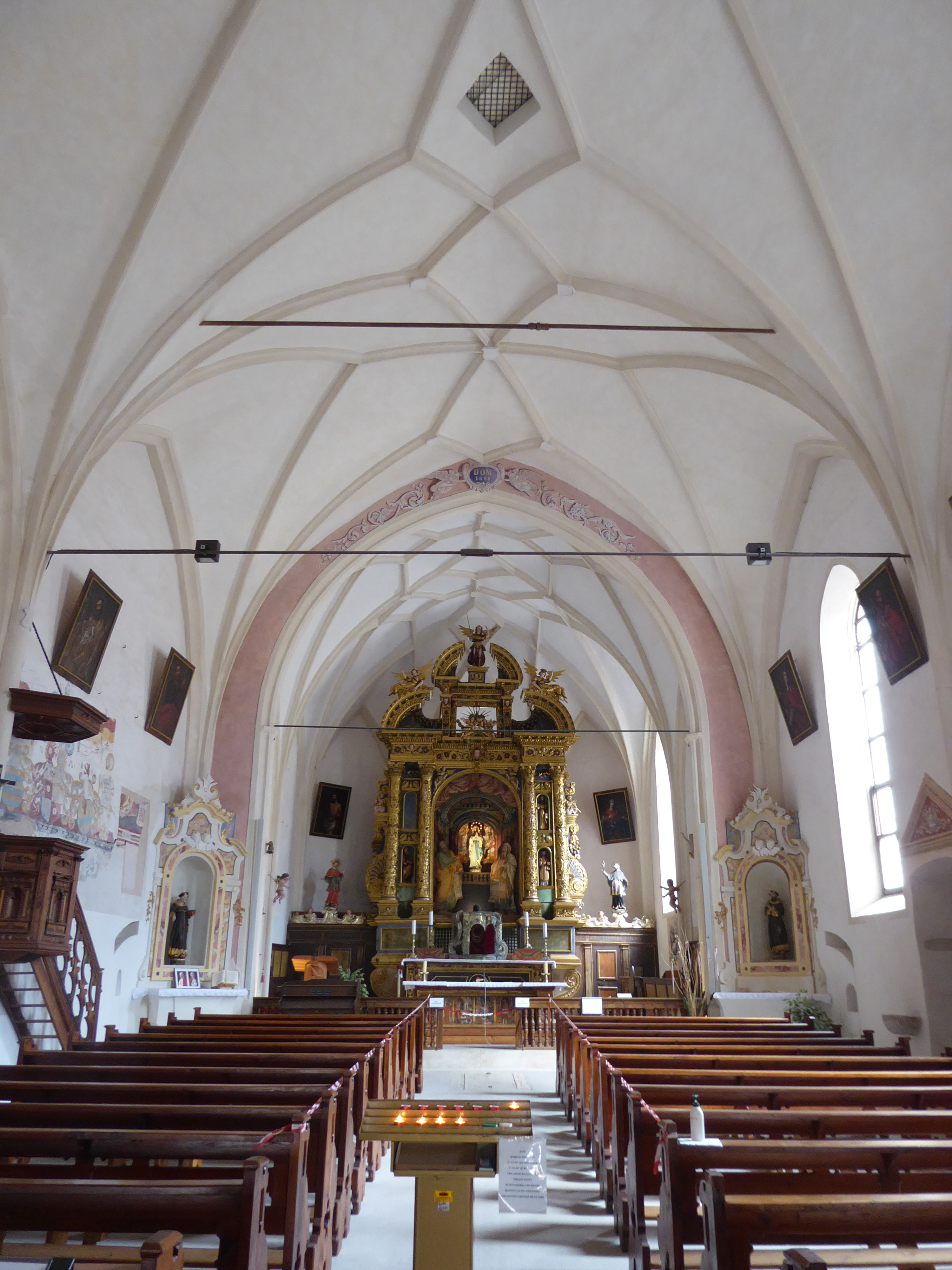
Interno

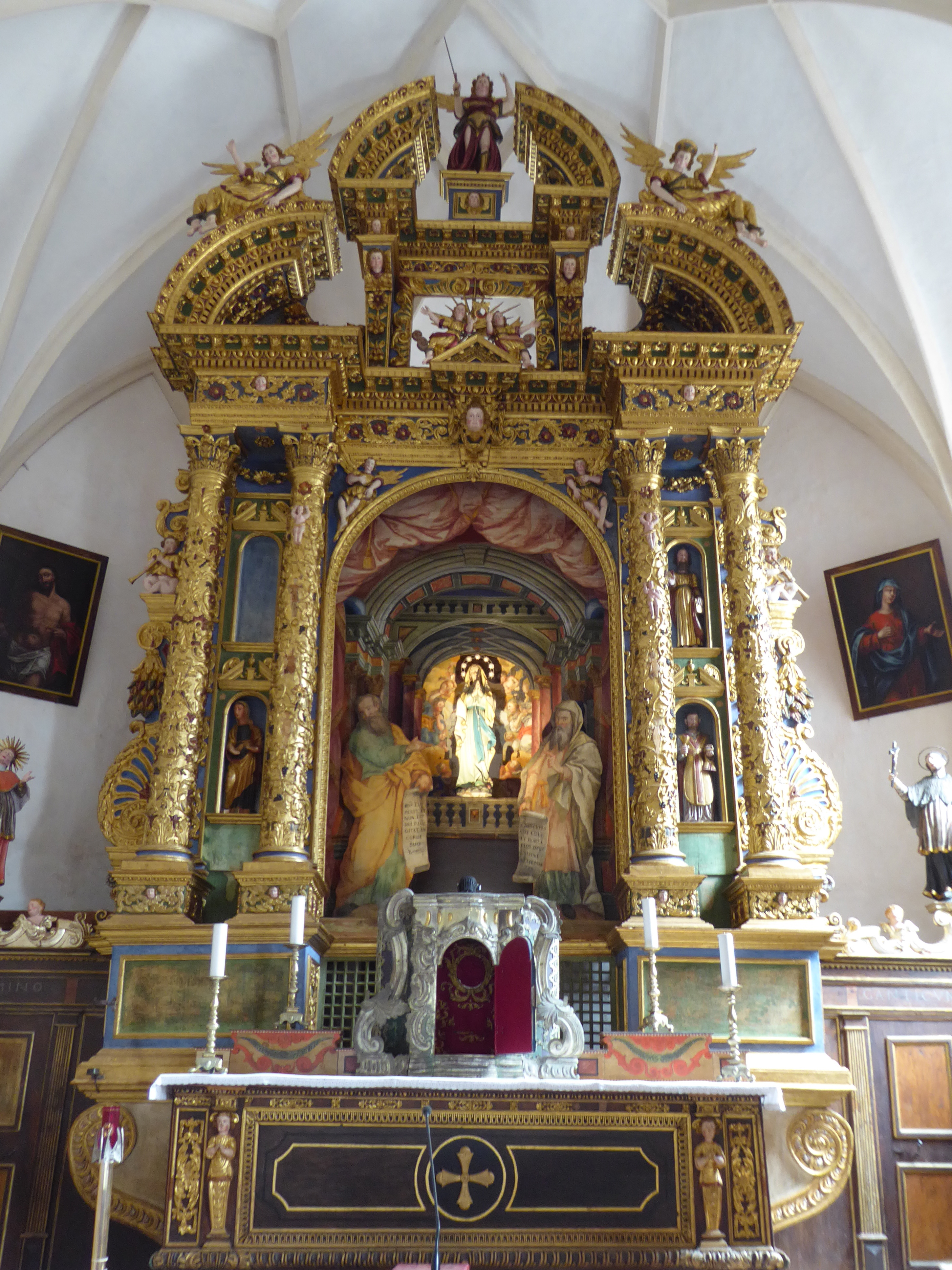
Altare maggiore

Non ci sono fonti certe ma si pensa che una prima cappella dedicata a Maria Vergine nella località di Sarnonico
sia stata costruita nel XII secolo.
Tale piccolo edificio fu ampliato nella seconda metà del XIV secolo, e questo viene dedotto anche dagli affreschi che si trovano sulla facciata dell'edificio, attribuiti a Giovanni da Volpino.
Circa due secoli dopo la chiesa originaria fu ricostruita secondo i dettami dell'epoca, e la documentazione relativa ad una visita pastorale avvenuta nel 1537 attesta che a quella data la maggior parte dell'opera era stata compiuta. La solenne consacrazione venne celebrata però solo a lavori ultimati, nel 1558.
Nel secolo successivo il fonte battesimale venne cambiato di posizione e nell'ultimo periodo vennero costruiti in muratura gli altari delle cappelle laterali.
Dopo la metà del XIX secolo lentamente la chiesa perse di importanza, non essendo più adeguata al gran numero di fedeli e si preferì utilizzare la vicina e più grande chiesa di San Lorenzo, e verso la fine del secolo anche il cimitero venne dismesso e si iniziò ad utilizzare quello accanto a San Lorenzo.
Circa un secolo dopo, tra il 1974 e il 1979, si decise di realizzare un restauro al fine di conservare lo storico edificio, e i lavori vennero finanziati anche dalla provincia autonoma di Trento.
Un nuovo ciclo di restauri iniziò col nuovo secolo e si concluse nel 2011. Tali interventi riguardarono le pareti esterne, la torre campanaria, la cura della parti in marmo all'esterno, la protezione contro le infiltrazioni di acqua e la presenza di umidità. Inoltre si intervenne anche restaurando gli affreschi, rivedendo la copertura e sostituendo il pavimento della sala.